# Eric Tigerstedt
Eric Magnus Campbell Tigerstedt, född 4 augusti 1887 i Helsingfors, död 20 april 1925 i New York, var en finlandssvensk uppfinnare och betraktas som en av Finlands mest begåvade uppfinnare genom tiderna.[källa behövs] Tigerstedt uppfann världens första ljudfilmssystem,[källa behövs] vilket han demonstrerade första gången i Berlin 1917. Samma år tog han patent på en hopfällbar telefon.[källa behövs] Han hade även visioner om mobiltelefoner. Tigerstedt inregistrerade cirka 120 patent i otaliga länder mellan 1912 och 1924. De flesta patent hade något att göra med utvecklandet av filmljudet. 

## Biografi
Eric Tigerstedt var son till statsrådet och dendrologen Axel Fredrik Tigerstedt och dennes hustru, född von Schoultz. Han hade sex syskon. Redan i ungdomsåren var han intresserad av teknik och uppfann ett otal föremål, bland annat elektriska motorer och eldrivna råttfällor. Skolgången gick dock medelmåttigt och han började  arbetslivet 1903 med enklare sysslor. Först var han montör på en mekanisk verkstad i Helsingfors och sedan telefonreparatör i samma stad. Mellan 1906 och 1908 arbetade Tigerstedt hos L M Ericsson i Stockholm.
Våren 1908 blev en vändpunkt i hans liv, då han blev då antagen till Köthens Polytekniska skola i Tyskland. Han återvände 1911 från Tyskland till Finland som ingenjör. Väl hemma fortsatte Tigerstedt att arbeta med de uppfinningar som han hade hållit på med under studietiden i Tyskland. Under en arbetsresa till Berlin träffade han den svenske affärsmannen Axel Wahlstedt, och tillsammans bildade de firman Fotomagnetofon. Där hade Tigerstedt ett eget tekniskt laboratorium där han bland annat arbetade med att lösa tekniska problem vad gällde filmljud. Rätt snart uppstod samarbetsproblem mellan Tigerstedt och Wahlstedt, och de skildes åt i januari 1914. Wahlstedt återvände till Stockholm medan Tigerstedt stannade kvar utblottad i Berlin. I samband med första världskrigets utbrott senare samma år utvisades han ur Tyskland. 
Tigerstedt flyttade efter utvisningen från Tyskland till Köpenhamn där han fortsatte att utveckla  mikrofoner, bandspelare och högtalare. När inbördeskriget bröt ut 1918 blev han inkallad, men så snart kriget var över återvände han till Danmark. Där samarbetade han med den danske uppfinnaren Valdemar Poulsen. På grund av bland annat åtskilliga ekonomiska problem flyttade Tigerstedt 1922 tillbaka till Finland. I Finland var förhållandena för en uppfinnare mycket svåra, vilket bidrog till att Tigerstedt 1923 emigrerade till USA. Tigerstedts karriär i USA började trögt, och precis när hans företag som tillverkade radioapparater, började gå med vinst råkade han ut för en bilolycka. Bilolyckan aktiverade den tuberkulos som han hade i sin ungdom och han dog 1925 i sviterna av sjukdomen. Eric Tigerstedt kremerades i USA, men urnan med hans aska gravsattes på Helsingfors gamla begravningsplats.

### Webbkällor
- E. Tigerstedt på tekniikanmuseo.fi (Tekniskt museum) (finska) Läst 23 oktober 2012.
- Om E. Tigerstedt på Film Sound Swedens webbplats (svenska) Läst 23 oktober 2012.
- E. Tigerstedt på en amatörhistorikers webbplats (finska) Läst 23 oktober 2012.

### Övriga källor
1. ↑  finskspråkiga Wikipedia.[källa från Wikidata]
2. ↑  Find a Grave, läs online, läst: 11 maj 2024.[källa från Wikidata]
3. 1 2  Matti Klinge (red.), Kansallisbiografia, Finska litteratursällskapet och Finska historiska samfundet, Finlands nationalbiografi-ID: 4380.[källa från Wikidata]